# Clásico marplatense del básquet argentino
El clásico marplatense del básquet argentino es el partido que enfrenta a los dos equipos de la ciudad de Mar del Plata, Peñarol y Quilmes, y que ha sido catalogado como tal gracias a la convocatoria de dicho encuentro, la pasión de los hinchas de estos dos clubes y la rivalidad que poseen ya que pertenecen a la misma ciudad. Este clásico, últimamente no se disputa, ya que militan en diferentes categorías

## Orígenes
Si bien ambos equipos se han enfrentado en distintos deportes durante años, ya que ambos fueron fundados en la década del '20, la rivalidad y el "clásico" surgieron a partir de la incursión de ambos equipos en la Liga Nacional de Básquet.
Fue en la temporada 1990 cuando la rivalidad entre ambas instituciones y entre las parcialidades se acrecentó. Antes de comenzar dicha temporada, la Liga Nacional contaba con 14 plazas, entre ellas estaba Peñarol, y los dirigentes analizaban la posibilidad de aumentar a 16 equipos la liga. Por otro lado, la Liga B había terminado con Quilmes como tercer mejor conjunto, y, si se decidía aumentar la cantidad de equipos en la máxima división estaría virtualmente ascendido. Fue en noviembre cuando durante una reunión de los equipos de la máxima división, los dirigentes "milrayitas" votaron en contra del aumento de plazas, evitando así que el equipo "cervecero" lograse ascender.

## Tabla comparativa entre los equipos
| Contexto                                       |                              |                                         |
| ---------------------------------------------- | ---------------------------- | --------------------------------------- |
| Nombre completo                                | Club Atlético Peñarol        | Club Atlético Quilmes                   |
| Fecha de fundación                             | 7 de noviembre de 1922       | 12 de abril de 1922                     |
| Apodos                                         | Milrayita, Peña              | Cervecero, Tricolor                     |
| Sede                                           | Garay 2524                   | Av. Luro 3868                           |
| Estadio                                        | Polideportivo Islas Malvinas | Microestadio Centenario "José Martinez" |
| Capacidad                                      | 8.000 espectadores           | 1.000 espectadores                      |
| Categoría                                      | Liga Nacional                | Liga Argentina                          |
| Temporadas en Liga Nacional                    | 38                           | 25                                      |
| Temporadas en Liga Argentina(Segunda División) | 3                            | 14                                      |
| Primera participación en Liga Nacional         | 1988                         | 1991                                    |
| Última participación en Liga Nacional          | Compite vigentemente         | 2018-19                                 |
| Títulos de Liga                                | 5                            | -                                       |
| Títulos de Torneo Nacional de Ascenso          | -                            | 2                                       |
| Torneo Súper 8                                 | 4                            | -                                       |
| Copa Desafío                                   | 2                            | -                                       |
| Copa Argentina                                 | 1                            | -                                       |
| Interligas                                     | 2                            | -                                       |
| Títulos Internacionales FIBA                   | 2 (LDA)                      | -                                       |
| Descensos                                      | -                            | 4                                       |

## Sede

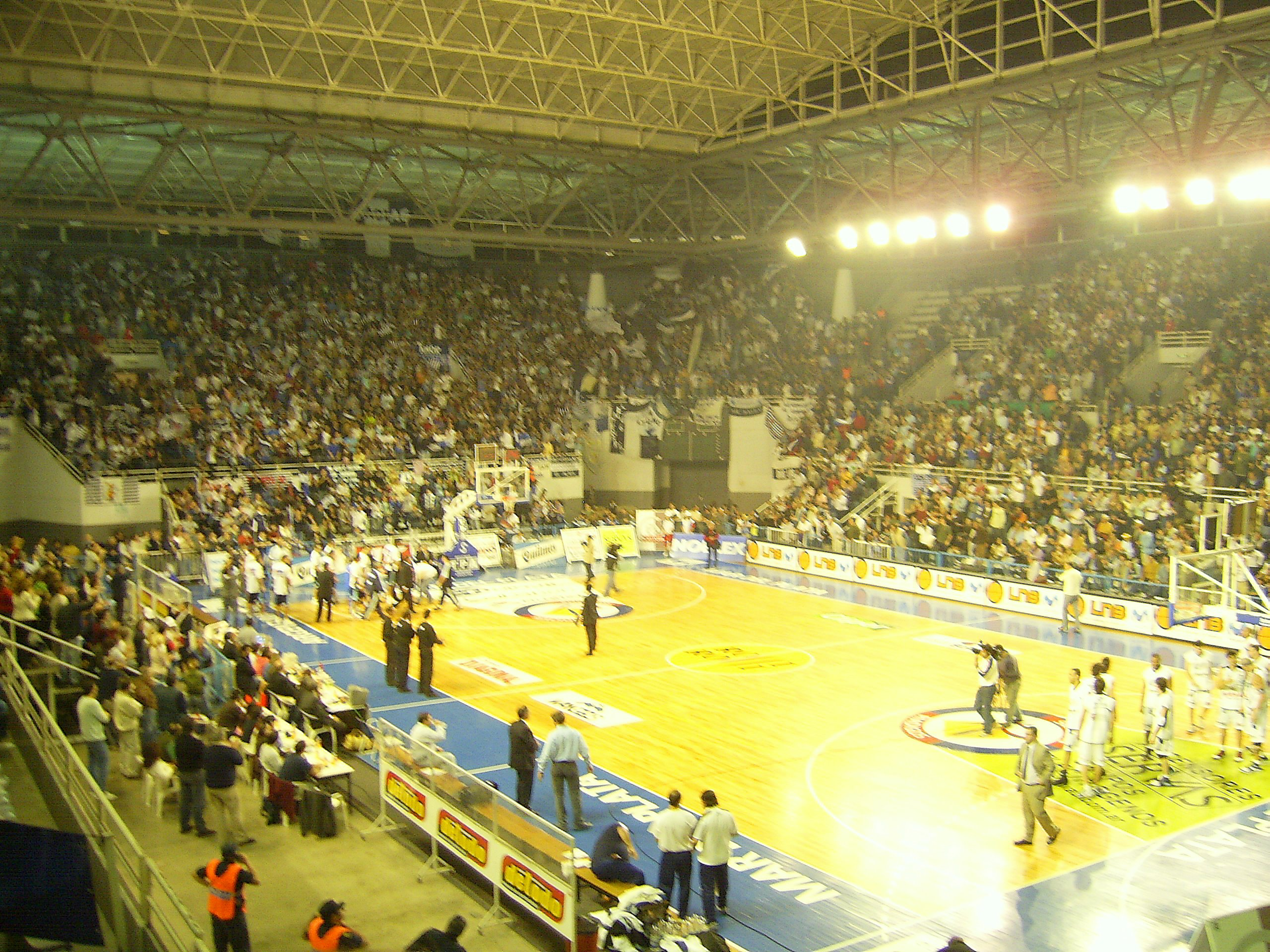
Polideportivo Islas Malvinas

El primer clásico se jugó en el Superdomo, el cual fuese estadio del milrayitas hasta 1996. Esa misma temporada, también se jugó en el Estadio Once Unidos, propiedad del Club Once Unidos, el cual se lo alquila a Quilmes. 
En el último tiempo, el partido se trasladó al Estadio Polideportivo Islas Malvinas, ya que es más grande y más seguro, aunque Quilmes siguió oficiando como local en el Once Unidos.
El partido también se ha trasladado fuera de la ciudad, como en el 2006, para el Súper 8 jugado en el Estadio Ruca Che, o en el 2008, cuando el Polideportivo Islas Malvinas se adecuó para la Copa Davis y el encuentro debió disputarse en el Parque Carlos Guerrero de la ciudad de Olavarría.
Hoy en día todos los clásicos se disputan en el Polideportivo, ya que Quilmes hace definitivamente de local allí también.

## Historial
A pesar de que Quilmes ganó el primer partido oficial disputado entre ambos en la Liga Nacional 1991-92 y se mantuvo adelante en el historial durante los primeros años, Peñarol logró revertir esa ventaja, y desde la temporada 1994-95 nunca abandonó su condición de máximo ganador de los dos equipos. Más recientemente, desde 2004 hasta la actualidad, Peñarol ha estirado aún más la brecha de enfrentamientos ganados, y hoy en día aventaja a su rival por 48 victorias (90 a 42).
| Motivo          | PJ  | GP | GQ |
| --------------- | --- | -- | -- |
| Liga Nacional   | 107 | 74 | 33 |
| Torneo Súper 20 | 6   | 3  | 3  |
| Copa Argentina  | 17  | 11 | 6  |
| Torneo Súper 8  | 2   | 2  | 0  |
| TOTALES         | 132 | 90 | 42 |

| PJ: Partidos jugados |
| GP: Ganador Peñarol  |
| GQ: Ganador Quilmes  |

## Partidos por temporada

### Resumen
| Temporada | Resultado global | Resultado global | Resultado global |
| --------- | ---------------- | ---------------- | ---------------- |
| 1991-92   | Peñarol          | 1 - 3            | Quilmes          |
| 1992-93   | Peñarol          | 3 - 1            | Quilmes          |
| 1993-94   | Peñarol          | 1 - 1            | Quilmes          |
| 1994-95   | Peñarol          | 4 - 2            | Quilmes          |
| 1995-96   | Peñarol          | 4 - 1            | Quilmes          |
| 1996-97   | Peñarol          | 3 - 1            | Quilmes          |
| 1997-98   | Peñarol          | 3 - 1            | Quilmes          |
| 1998-99   | No hubo          | No hubo          | No hubo          |
| 1999-00   | Peñarol          | 1 - 3            | Quilmes          |
| 2000-01   | Peñarol          | 3 - 1            | Quilmes          |
| 2001-02   | Peñarol          | 0 - 4            | Quilmes          |
| 2002-03   | Peñarol          | 3 - 3            | Quilmes          |
| 2003-04   | Peñarol          | 1 - 3            | Quilmes          |
| 2004-05   | Peñarol          | 8 - 3            | Quilmes          |
| 2005-06   | Peñarol          | 3 - 3            | Quilmes          |
| 2006-07   | Peñarol          | 7 - 0            | Quilmes          |
| 2007-08   | Peñarol          | 5 - 1            | Quilmes          |
| 2009-10   | Peñarol          | 7 - 0            | Quilmes          |
| 2010-11   | Peñarol          | 2 - 1            | Quilmes          |
| 2011-12   | Peñarol          | 4 - 0            | Quilmes          |
| 2012-13   | No hubo          | No hubo          | No hubo          |
| 2013-14   | Peñarol          | 7 - 1            | Quilmes          |
| 2014-15   | Peñarol          | 4 - 2            | Quilmes          |
| 2015-16   | Peñarol          | 3 - 1            | Quilmes          |
| 2016-17   | Peñarol          | 2 - 2            | Quilmes          |
| 2017-18   | Peñarol          | 3 - 3            | Quilmes          |
| 2018-19   | Peñarol          | 4 - 0            | Quilmes          |
| 2019-20   | No hubo          | No hubo          | No hubo          |
| 2020-21   | No hubo          | No hubo          | No hubo          |
| 2021-22   | No hubo          | No hubo          | No hubo          |
| 2022-23   | No hubo          | No hubo          | No hubo          |
| 2023-24   | No hubo          | No hubo          | No hubo          |
| 2024-25   | No hubo          | No hubo          | No hubo          |
| 2025-26   | No hubo          | No hubo          | No hubo          |

### Detalle
| Temp | Torneo | Fase                      | Local   | Resultado | Visitante | Estadio                 | Fecha                    |
| --- | --- | ------------------------- | ------- | --------- | --------- | ----------------------- | ------------------------ |
| 91-92 | LNB | 1.° fase                  | Peñarol | 69 - 72   | Quilmes   | Superdomo               | 22 de septiembre de 1991 |
| 91-92 | LNB | 1.° fase                  | Quilmes | 106 - 84  | Peñarol   | Once Unidos             | 19 de noviembre de 1991  |
| 91-92 | LNB | 2.° fase                  | Quilmes | 81 - 88   | Peñarol   | Once Unidos             | 7 de febrero de 1992     |
| 91-92 | LNB | 2.° fase                  | Peñarol | 71 - 73   | Quilmes   | Superdomo               | 28 de febrero de 1992    |
| 92-93 | LNB | 1.° fase                  | Peñarol | 94 - 89   | Quilmes   | Superdomo               | 25 de octubre de 1992    |
| 92-93 | LNB | 1.° fase                  | Quilmes | 97 - 86   | Peñarol   | Once Unidos             | 20 de diciembre de 1992  |
| 92-93 | LNB | 2.° fase                  | Peñarol | 83 - 82   | Quilmes   | Superdomo               | 7 de marzo de 1993       |
| 92-93 | LNB | 2.° fase                  | Quilmes | 85 - 87   | Peñarol   | Once Unidos             | 14 de marzo de 1993      |
| 93-94 | LNB | 1.° fase                  | Quilmes | 81 - 78   | Peñarol   | Once Unidos             | 26 de octubre de 1993    |
| 93-94 | LNB | 1.° fase                  | Peñarol | 89 - 69   | Quilmes   | Superdomo               | 21 de diciembre de 1993  |
| 94-95 | LNB | 1.° fase                  | Peñarol | 103 - 98  | Quilmes   | Superdomo               | 30 de octubre de 1994    |
| 94-95 | LNB | 1.° fase                  | Quilmes | 85 - 96   | Peñarol   | Once Unidos             | 5 de abril de 1995       |
| 94-95 | LNB | Play-offs Reclasificación | Peñarol | 108 - 89  | Quilmes   | Polideportivo           | 30 de abril de 1995      |
| 94-95 | LNB | Play-offs Reclasificación | Peñarol | 90 - 89   | Quilmes   | Polideportivo           | 2 de mayo de 1995        |
| 94-95 | LNB | Play-offs Reclasificación | Quilmes | 96 - 88   | Peñarol   | Polideportivo           | 5 de mayo de 1995        |
| 94-95 | LNB | Play-offs Reclasificación | Quilmes | 95 - 76   | Peñarol   | Polideportivo           | 7 de mayo de 1995        |
| 95-96 | LNB | 1.° fase                  | Quilmes | 91 - 100  | Peñarol   | Once Unidos             | 15 de septiembre de 1995 |
| 95-96 | LNB | 1.° fase                  | Peñarol | 88 - 79   | Quilmes   | Polideportivo           | 3 de noviembre de 1995   |
| 95-96 | LNB | 2.° fase                  | Quilmes | 115 - 121 | Peñarol   | Once Unidos             | 4 de enero de 1996       |
| 95-96 | LNB | 2.° fase                  | Peñarol | 103 - 116 | Quilmes   | Polideportivo           | 19 de enero de 1996      |
| 95-96 | LNB | 2.° fase                  | Quilmes | 97 - 101  | Peñarol   | Once Unidos             | 12 de marzo de 1996      |
| 96-97 | LNB | 1.° fase                  | Quilmes | 91 - 100  | Peñarol   | Once Unidos             | 15 de septiembre de 1996 |
| 96-97 | LNB | 1.° fase                  | Peñarol | 93 - 92   | Quilmes   | Polideportivo           | 17 de noviembre de 1996  |
| 96-97 | LNB | 2.° fase                  | Peñarol | 120 - 108 | Quilmes   | Polideportivo           | 18 de febrero de 1997    |
| 96-97 | LNB | 2.° fase                  | Quilmes | 101 - 92  | Peñarol   | Once Unidos             | 30 de marzo de 1997      |
| 97-98 | LNB | 1.° fase                  | Quilmes | 97 - 86   | Peñarol   | Once Unidos             | 12 de octubre de 1997    |
| 97-98 | LNB | 1.° fase                  | Peñarol | 139 - 122 | Quilmes   | Once Unidos             | 7 de diciembre de 1997   |
| 97-98 | LNB | 2.° fase                  | Quilmes | 126 - 128 | Peñarol   | Once Unidos             | 3 de febrero de 1998     |
| 97-98 | LNB | 2.° fase                  | Peñarol | 127 - 114 | Quilmes   | Once Unidos             | 20 de marzo de 1998      |
| No hubo clásicos durante la temporada 1998-99 porque Quilmes estaba en el Torneo Nacional de Ascenso.         | |                           |         |           |           |                         |                          |
| 99-00 | LNB | 1.° fase                  | Quilmes | 66 - 79   | Peñarol   | Polideportivo           | 10 de octubre de 1999    |
| 99-00 | LNB | 1.° fase                  | Peñarol | 59 - 71   | Quilmes   | Polideportivo           | 2 de diciembre de 1999   |
| 99-00 | LNB | 2.° fase                  | Peñarol | 85 - 87   | Quilmes   | Polideportivo           | 26 de enero de 2000      |
| 99-00 | LNB | 2.° fase                  | Quilmes | 79 - 75   | Peñarol   | Polideportivo           | 28 de febrero de 2000    |
| 00-01 | LNB | 1.° fase                  | Quilmes | 82 - 84   | Peñarol   | Polideportivo           | 31 de octubre de 2000    |
| 00-01 | LNB | 1.° fase                  | Peñarol | 95 - 96   | Quilmes   | Polideportivo           | 8 de enero de 2001       |
| 00-01 | LNB | 2.° fase                  | Quilmes | 70 - 90   | Peñarol   | Polideportivo           | 25 de febrero de 2001    |
| 00-01 | LNB | 2.° fase                  | Peñarol | 97 - 94   | Quilmes   | Polideportivo           | 3 de abril de 2001       |
| 01-02 | LNB | 1.° fase                  | Peñarol | 96 - 111  | Quilmes   | Polideportivo           | 25 de septiembre de 2001 |
| 01-02 | LNB | 1.° fase                  | Quilmes | 93 - 83   | Peñarol   | Polideportivo           | 19 de octubre de 2001    |
| 01-02 | LNB | 2.° fase                  | Quilmes | 104 - 82  | Peñarol   | Polideportivo           | 18 de diciembre de 2001  |
| 01-02 | LNB | 2.° fase                  | Peñarol | 85 - 96   | Quilmes   | Polideportivo           | 26 de febrero de 2002    |
| 02-03 | Copa Argentina                                                                                                  | 1.° fase                  | Peñarol | 76 - 93   | Quilmes   | Polideportivo           | 12 de septiembre de 2002 |
| 02-03 | Copa Argentina                                                                                                  | 1.° fase                  | Quilmes | 88 - 86   | Peñarol   | Polideportivo           | 16 de septiembre de 2002 |
| 02-03 | LNB | 1.° fase                  | Quilmes | 88 - 98   | Peñarol   | Polideportivo           | 6 de octubre de 2002     |
| 02-03 | LNB | 1.° fase                  | Peñarol | 77 - 90   | Quilmes   | Polideportivo           | 20 de diciembre de 2002  |
| 02-03 | LNB | 2.° fase                  | Quilmes | 84 - 89   | Peñarol   | Polideportivo           | 13 de enero de 2003      |
| 02-03 | LNB | 2.° fase                  | Peñarol | 96 - 92   | Quilmes   | Polideportivo           | 27 de enero de 2003      |
| 03-04 | LNB | 1.° fase                  | Peñarol | 83 - 90   | Quilmes   | Polideportivo           | 6 de octubre de 2003     |
| 03-04 | LNB | 1.° fase                  | Quilmes | 91 - 82   | Peñarol   | Polideportivo           | 3 de noviembre de 2003   |
| 03-04 | LNB | 2.° fase                  | Peñarol | 99 - 94   | Quilmes   | Polideportivo           | 12 de enero de 2004      |
| 03-04 | LNB | 2.° fase                  | Quilmes | 112 - 92  | Peñarol   | Polideportivo           | 15 de marzo de 2004      |
| 04-05 | Copa Argentina                                                                                                  | 2.° fase                  | Peñarol | 69 - 81   | Quilmes   | Polideportivo           | 3 de septiembre de 2004  |
| 04-05 | Copa Argentina                                                                                                  | 2.° fase                  | Quilmes | 93 - 95   | Peñarol   | Polideportivo           | 5 de septiembre de 2004  |
| 04-05 | LNB | 1.° fase                  | Quilmes | 63 - 95   | Peñarol   | Polideportivo           | 5 de octubre de 2004     |
| 04-05 | LNB | 1.° fase                  | Peñarol | 85 - 76   | Quilmes   | Polideportivo           | 30 de octubre de 2004    |
| 04-05 | LNB | 2.° fase                  | Peñarol | 81 - 80   | Quilmes   | Polideportivo           | 23 de noviembre de 2004  |
| 04-05 | LNB | 2.° fase                  | Quilmes | 76 - 95   | Peñarol   | Polideportivo           | 6 de febrero de 2005     |
| 04-05 | LNB | Play-offs Reclasificación | Peñarol | 94 - 66   | Quilmes   | Polideportivo           | 30 de marzo de 2005      |
| 04-05 | LNB | Play-offs Reclasificación | Peñarol | 83 - 93   | Quilmes   | Polideportivo           | 30 de marzo de 2005      |
| 04-05 | LNB | Play-offs Reclasificación | Quilmes | 62 - 76   | Peñarol   | Polideportivo           | 1 de abril de 2005       |
| 04-05 | LNB | Play-offs Reclasificación | Quilmes | 83 - 82   | Peñarol   | Polideportivo           | 8 de abril de 2005       |
| 04-05 | LNB | Play-offs Reclasificación | Peñarol | 83 - 82   | Quilmes   | Polideportivo           | 12 de abril de 2005      |
| 05-06 | Copa Argentina                                                                                                  | 2.° fase                  | Quilmes | 83 - 59   | Peñarol   | Polideportivo           | 15 de septiembre de 2005 |
| 05-06 | Copa Argentina                                                                                                  | 2.° fase                  | Peñarol | 72 - 58   | Quilmes   | Polideportivo           | 20 de septiembre de 2005 |
| 05-06 | LNB | 1.° fase                  | Quilmes | 87 - 80   | Peñarol   | Polideportivo           | 11 de octubre de 2005    |
| 05-06 | LNB | 1.° fase                  | Peñarol | 97 - 75   | Quilmes   | Polideportivo           | 9 de noviembre de 2005   |
| 05-06 | LNB | 2.° fase                  | Quilmes | 76 - 90   | Peñarol   | Polideportivo           | 22 de diciembre de 2005  |
| 05-06 | LNB | 2.° fase                  | Peñarol | 82 - 88   | Quilmes   | Polideportivo           | 1 de marzo de 2006       |
| 06-07 | Copa Argentina                                                                                                  | 1.° fase                  | Quilmes | 55 - 63   | Peñarol   | Polideportivo           | 6 de septiembre de 2006  |
| 06-07 | Copa Argentina                                                                                                  | 1.° fase                  | Peñarol | 76 - 60   | Quilmes   | Polideportivo           | 18 de septiembre de 2006 |
| 06-07 | LNB | 1.° fase                  | Quilmes | 71 - 76   | Peñarol   | Polideportivo           | 8 de octubre de 2005     |
| 06-07 | LNB | 1.° fase                  | Peñarol | 86 - 72   | Quilmes   | Polideportivo           | 1 de noviembre de 2005   |
| 06-07 | Súper 8 | 2.° fase                  | Quilmes | 80 - 89   | Peñarol   | Estadio Ruca Che        | 25 de noviembre del 2006 |
| 06-07 | LNB | 2.° fase                  | Quilmes | 80 - 89   | Peñarol   | Polideportivo           | 22 de diciembre de 2006  |
| 06-07 | LNB | 2.° fase                  | Peñarol | 97 - 66   | Quilmes   | Polideportivo           | 1 de marzo de 2007       |
| 07-08 | Copa Argentina                                                                                                  | 1.° fase                  | Peñarol | 91 - 73   | Quilmes   | Polideportivo           | 7 de septiembre de 2007  |
| 07-08 | Copa Argentina                                                                                                  | 1.° fase                  | Quilmes | 97 - 100  | Peñarol   | Polideportivo           | 11 de septiembre de 2007 |
| 07-08 | LNB | 1.° fase                  | Quilmes | 67 - 97   | Peñarol   | Polideportivo           | 15 de octubre de 2007    |
| 07-08 | LNB | 1.° fase                  | Peñarol | 70 - 72   | Quilmes   | Polideportivo           | 14 de noviembre de 2007  |
| 07-08 | LNB | 2.° fase                  | Peñarol | 73 - 62   | Quilmes   | Polideportivo           | 21 de diciembre de 2007  |
| 07-08 | LNB | 2.° fase                  | Quilmes | 66 - 87   | Peñarol   | Polideportivo           | 27 de febrero de 2008    |
| 08-09 | Copa Argentina                                                                                                  | 1.° fase                  | Peñarol | 92 - 85   | Quilmes   | Polideportivo           | 5 de septiembre de 2008  |
| 08-09 | Copa Argentina                                                                                                  | 1.° fase                  | Quilmes | 83 - 71   | Peñarol   | Polideportivo           | 11 de septiembre de 2008 |
| 08-09 | LNB | 1.° fase                  | Quilmes | 73 - 85   | Peñarol   | Polideportivo           | 8 de octubre de 2008     |
| 08-09 | LNB | 1.° fase                  | Peñarol | 95 - 102  | Quilmes   | Parque Carlos Guerrero. | 7 de noviembre de 2008   |
| 08-09 | LNB | 2.° fase                  | Quilmes | 81 - 88   | Peñarol   | Polideportivo           | 25 de febrero de 2009    |
| 08-09 | LNB | 2.° fase                  | Peñarol | 66 - 64   | Quilmes   | Polideportivo           | 1 de marzo de 2009       |
| 09-10 | Copa Argentina                                                                                                  | 1.° fase                  | Peñarol | 84 - 71   | Quilmes   | Polideportivo           | 13 de septiembre de 2009 |
| 09-10 | Copa Argentina                                                                                                  | 1.° fase                  | Quilmes | 58 - 78   | Peñarol   | Polideportivo           | 20 de septiembre de 2009 |
| 09-10 | LNB | 1.° fase                  | Quilmes | 77 - 84   | Peñarol   | Polideportivo           | 13 de octubre de 2009    |
| 09-10 | LNB | 1.° fase                  | Peñarol | 75 - 68   | Quilmes   | Polideportivo           | 11 de noviembre de 2009  |
| 09-10 | LNB | 2.° fase                  | Quilmes | 58 - 78   | Peñarol   | Polideportivo           | 6 de diciembre de 2009   |
| 09-10 | Súper 8 | 1.° fase                  | Peñarol | 93 - 87   | Quilmes   | Polideportivo           | 17 de diciembre de 2009  |
| 09-10 | LNB | 2.° fase                  | Peñarol | 78 - 72   | Quilmes   | Polideportivo           | 21 de febrero de 2010    |
| 10-11 | Copa Argentina                                                                                                  | 1.° fase                  | Peñarol | 85 - 74   | Quilmes   | Polideportivo           | 15 de septiembre de 2010 |
| 10-11 | Copa Argentina                                                                                                  | 1.° fase                  | Quilmes | 87 - 77   | Peñarol   | Polideportivo           | 17 de septiembre de 2010 |
| 10-11 | Copa Argentina                                                                                                  | 1.° fase                  | Peñarol | 83 - 59   | Quilmes   | Polideportivo           | 18 de septiembre de 2010 |
| 10-11 | No hubo clásicos durante la temporada 2010-11 de la LNB porque Quilmes estaba en el Torneo Nacional de Ascenso. |                           |         |           |           |                         |                          |
| 11-12 | LNB | 1.° fase                  | Peñarol | 77 - 58   | Quilmes   | Polideportivo           | 21 de septiembre de 2011 |
| 11-12 | LNB | 1.° fase                  | Quilmes | 72 - 87   | Peñarol   | Polideportivo           | 6 de noviembre de 2011   |
| 11-12 | LNB | 2.° fase                  | Quilmes | 79 - 91   | Peñarol   | Polideportivo           | 15 de enero de 2012      |
| 11-12 | LNB | 2.° fase                  | Peñarol | 92 - 75   | Quilmes   | Polideportivo           | 13 de marzo de 2012      |
| No hubo clásicos durante la temporada 2012-13 porque Quilmes estaba en el Torneo Nacional de Ascenso.         | |                           |         |           |           |                         |                          |
| 13-14 | LNB | 1.° fase                  | Peñarol | 91 - 86   | Quilmes   | Polideportivo           | 10 de octubre de 2013    |
| 13-14 | LNB | 1.° fase                  | Quilmes | 79 - 82   | Peñarol   | Polideportivo           | 19 de noviembre de 2013  |
| 13-14 | LNB | 2.° fase                  | Quilmes | 82 - 85   | Peñarol   | Polideportivo           | 29 de enero de 2014      |
| 13-14 | LNB | 2.° fase                  | Peñarol | 86 - 59   | Quilmes   | Polideportivo           | 1 de abril de 2014       |
| 13-14 | LNB | Cuartos de final          | Peñarol | 82 - 85   | Quilmes   | Polideportivo           | 24 de abril de 2014      |
| 13-14 | LNB | Cuartos de final          | Peñarol | 88 - 68   | Quilmes   | Polideportivo           | 26 de abril de 2014      |
| 13-14 | LNB | Cuartos de final          | Quilmes | 68 - 80   | Peñarol   | Polideportivo           | 29 de abril de 2014      |
| 13-14 | LNB | Cuartos de final          | Quilmes | 70 - 80   | Peñarol   | Polideportivo           | 1 de mayo de 2014        |
| 14-15 | LNB | 1.° fase                  | Peñarol | 64 - 68   | Quilmes   | Polideportivo           | 29 de septiembre de 2014 |
| 14-15 | LNB | 1.° fase                  | Quilmes | 72 - 74   | Peñarol   | Polideportivo           | 1 de octubre de 2014     |
| 14-15 | LNB | 1.° fase                  | Peñarol | 88 - 74   | Quilmes   | Polideportivo           | 1 de diciembre de 2014   |
| 14-15 | LNB | 1.° fase                  | Quilmes | 60 - 84   | Peñarol   | Polideportivo           | 3 de diciembre de 2014   |
| 14-15 | LNB | 2.° fase                  | Peñarol | 68 - 76   | Quilmes   | Polideportivo           | 22 de marzo de 2015      |
| 14-15 | LNB | 2.° fase                  | Quilmes | 73 - 82   | Peñarol   | Polideportivo           | 9 de mayo de 2015        |
| 15-16 | LNB | 1.° fase                  | Quilmes | 61 - 77   | Peñarol   | Polideportivo           | 23 de septiembre de 2015 |
| 15-16 | LNB | 1.° fase                  | Peñarol | 85 - 79   | Quilmes   | Polideportivo           | 6 de noviembre de 2015   |
| 15-16 | LNB | 2.° fase                  | Peñarol | 102 - 96  | Quilmes   | Polideportivo           | 8 de abril de 2016       |
| 15-16 | LNB | 2.° fase                  | Quilmes | 81 - 78   | Peñarol   | Polideportivo           | 30 de abril de 2016      |
| 16-17 | LNB | 1.° fase                  | Peñarol | 95 - 65   | Quilmes   | Polideportivo           | 23 de septiembre de 2016 |
| 16-17 | LNB | 1.° fase                  | Quilmes | 69 - 60   | Peñarol   | Polideportivo           | 22 de noviembre de 2016  |
| 16-17 | LNB | 2.° fase                  | Quilmes | 78 - 61   | Peñarol   | Polideportivo           | 3 de marzo de 2017       |
| 16-17 | LNB | 2.° fase                  | Peñarol | 77 - 74   | Quilmes   | Polideportivo           | 11 de mayo de 2017       |
| 17-18 | Súper 20 | 1.° fase                  | Quilmes | 88 - 73   | Peñarol   | Polideportivo           | 29 de septiembre de 2017 |
| 17-18 | Súper 20 | 1.° fase                  | Peñarol | 98 - 85   | Quilmes   | Polideportivo           | 21 de octubre de 2017    |
| 17-18 | Súper 20 | Play-offs Reclasificación | Peñarol | 85 - 88   | Quilmes   | Polideportivo           | 26 de octubre de 2017    |
| 17-18 | Súper 20 | Play-offs Reclasificación | Quilmes | 94 - 86   | Peñarol   | Polideportivo           | 28 de octubre de 2017    |
| 17-18 | LNB | Fase regular              | Peñarol | 98 - 90   | Quilmes   | Polideportivo           | 20 de enero de 2018      |
| 17-18 | LNB | Fase regular              | Quilmes | 96 - 98   | Peñarol   | Polideportivo           | 17 de febrero de 2018    |
| 18-19 | Súper 20 | 1.° fase                  | Peñarol | 99 - 95   | Quilmes   | Polideportivo           | 9 de octubre de 2018     |
| 18-19 | Súper 20 | 1.° fase                  | Quilmes | 83 - 89   | Peñarol   | Polideportivo           | 20 de octubre de 2018    |
| 18-19 | LNB | Fase regular              | Peñarol | 105 - 100 | Quilmes   | Polideportivo           | 18 de enero de 2019      |
| 18-19 | LNB | Fase regular              | Quilmes | 89 - 95   | Peñarol   | Polideportivo           | 12 de mayo de 2019       |
| No hubo clásicos durante la temporada 2019-2020 porque Quilmes estaba en La Liga Argentina, segunda división. | |                           |         |           |           |                         |                          |
| No hubo clásicos durante la temporada 2020-2021 porque Quilmes estaba en La Liga Argentina, segunda división. | |                           |         |           |           |                         |                          |
| No hubo clásicos durante la temporada 2021-2022 porque Quilmes estaba en La Liga Argentina, segunda división. | |                           |         |           |           |                         |                          |
| No hubo clásicos durante la temporada 2022-2023 porque Quilmes estaba en La Liga Argentina, segunda división. | |                           |         |           |           |                         |                          |
| No hubo clásicos durante la temporada 2023-2024 porque Quilmes estaba en La Liga Argentina, segunda división. | |                           |         |           |           |                         |                          |
| No hubo clásicos durante la temporada 2024-2025 porque Quilmes estaba en La Liga Argentina, segunda división. | |                           |         |           |           |                         |                          |
| No hubo clásicos durante la temporada 2025-2026 porque Quilmes estaba en La Liga Argentina, segunda división. | |                           |         |           |           |                         |                          |

1. ↑  Primer enfrentamiento en esta instancia de la Liga Nacional.
2. ↑  Primer partido jugado en el Polideportivo Islas Malvinas.
3. ↑  Primer enfrentamiento en esta competencia.
4. ↑  Primer enfrentamiento en esta competencia.
5. ↑  Estadio propiedad de Estudiantes de Olavarría. El partido se jugó allí porque el Polideportivo Islas Malvinas estaba afectado a la final de la Copa Davis 2008.
6. ↑  Encuentro número 100 por certámenes oficiales.
7. ↑  Primer enfrentamiento en esta instancia de la Liga Nacional.